# Prohladne, Bahciîsarai
Prohladne (în ucraineană Прохладне) este un sat în comuna Skalîste din raionul Bahciîsarai, Republica Autonomă Crimeea, Ucraina.

## Demografie
Componența lingvistică a localității Prohladne
     Rusă (72,26%)
     Tătară crimeeană (23,02%)
     Ucraineană (3,19%)
     Alte limbi (0,97%)
Conform recensământului din 2001, majoritatea populației localității Prohladne era vorbitoare de rusă (72,26%), existând în minoritate și vorbitori de tătară crimeeană (23,02%) și ucraineană (3,19%).